# Campionati asiatici di ciclismo su strada - Cronometro maschile Juniors
La Cronometro maschile Juniors è uno degli eventi disputati durante i Campionati asiatici di ciclismo su strada, inserita per la prima volta nel 2008. La corsa si disputa annualmente, con la sola eccezione del biennio 2020-21, quando venne annullata a causa della pandemia da COVID-19.

## Albo d'oro
Aggiornato all'edizione 2023.
| Anno | Vincitore                                        | Secondo                                          | Terzo                                            |
| ---- | ------------------------------------------------ | ------------------------------------------------ | ------------------------------------------------ |
| 2008 | Hyeong Min Choe                                  | Dmitriy Melikov                                  | Adiq Othman                                      |
| 2009 | King Lok Cheung                                  | Daniil Fominykh                                  | Roman Dronin                                     |
| 2010 | Sang Hoon Park                                   | Alexey Lutsenko                                  | Saed Ali Yaseen Al Sammirraie                    |
| 2011 | Amir Kolahdozhagh                                | Chun Wing Leung                                  | Sang Hoon Park                                   |
| 2012 | Chun Wing Leung                                  | Hiroki Nishimura                                 | Robert Gaineyev                                  |
| 2013 | Dmitriy Rive                                     | Masaki Yamamoto                                  | Mehdi Ebdallahi Rafsanjani                       |
| 2014 | Ji hun Kim                                       | Alisher Zhumakan                                 | Keigo Kusaba                                     |
| 2015 | Ka Hoo Fung                                      | Yuttana Mano                                     | Mohammad Ganjkhanlou                             |
| 2016 | Vadim Pronskiy                                   | Amir hossein Jamahisian                          | Ayumu Watanabe                                   |
| 2017 | Igor Chzhan                                      | Ze Yu                                            | Iskandarbek Shodiev                              |
| 2018 | Daniil Pronskiy                                  | Tsun Wai Chu                                     | Minh Nghia Huynh                                 |
| 2019 | Maxim Popugayev                                  | Tullatorn Sosalam                                | Behzodbek Rakhimbaev                             |
| 2020 | non disputata a causa della pandemia da COVID-19 | non disputata a causa della pandemia da COVID-19 | non disputata a causa della pandemia da COVID-19 |
| 2021 | non disputata a causa della pandemia da COVID-19 | non disputata a causa della pandemia da COVID-19 | non disputata a causa della pandemia da COVID-19 |
| 2022 | Alexey Vaganov                                   | Mohammad Darzi Ramandi                           | Davaajargal Altangerel                           |
| 2023 | Mikhail Podluzhnyy                               | Muhammad Nurahmat                                | Le Xuan Loc Pham                                 |

## Medagliere
| Pos.   | Nazione       | Oro | Argento | Bronzo | Totale |
| ------ | ------------- | --- | ------- | ------ | ------ |
| 1      | Kazakistan    | 7   | 3       | 1      | 11     |
| 2      | Hong Kong     | 3   | 2       | 0      | 5      |
| 3      | Corea del Sud | 3   | 0       | 1      | 4      |
| 4      | Iran          | 1   | 2       | 2      | 5      |
| 5      | Giappone      | 0   | 2       | 2      | 4      |
| 6      | Thailandia    | 0   | 2       | 0      | 2      |
| 7      | Uzbekistan    | 0   | 1       | 3      | 4      |
| 8      | Cina          | 0   | 1       | 0      | 1      |
| 8      | Indonesia     | 0   | 1       | 0      | 1      |
| 10     | Vietnam       | 0   | 0       | 2      | 2      |
| 11     | Malaysia      | 0   | 0       | 1      | 1      |
| 11     | Iraq          | 0   | 0       | 1      | 1      |
| 11     | Mongolia      | 0   | 0       | 1      | 1      |
| Totale | Totale        | 14  | 14      | 14     | 42     |